# Bittersweet Me
«Bittersweet Me» es una canción del grupo R.E.M., lanzada como segundo sencillo de su décimo álbum de estudio New Adventures in Hi-Fi.
Al igual que gran parte del álbum, la canción se originó mientras la banda se encontraba en la gira de su álbum Monster.

## Lista de reproducción
Todas las canciones escritas por Berry, Buck, Mills, y Stipe unless otherwise indicated.

### 7", casete, y sencillo en CD
1. «Bittersweet Me» – 4:06
2. «Undertow» (directo)– 5:05

### 12" y CD maxisencillo
1. «Bittersweet Me» – 4:06
2. «Undertow» (directo) – 5:05
3. «Wichita Lineman» (Webb) (directo)– 3:18
4. «New Test Leper» – 5:29

## Intérpretes (solo en «Bittersweet Me»)
- Bill Berry – batería, percusión
- Peter Buck – guitarra
- Mike Mills – bajo, Órgano
- Michael Stipe – voz

- Datos: Q1421893